# Nouadhibou (departement)
Nouadhibou är ett departement i Mauretanien.   Det ligger i regionen Dakhlet Nouadhibou, i den västra delen av landet, 300 km norr om huvudstaden Nouakchott.